# アイリーン・ウッズ

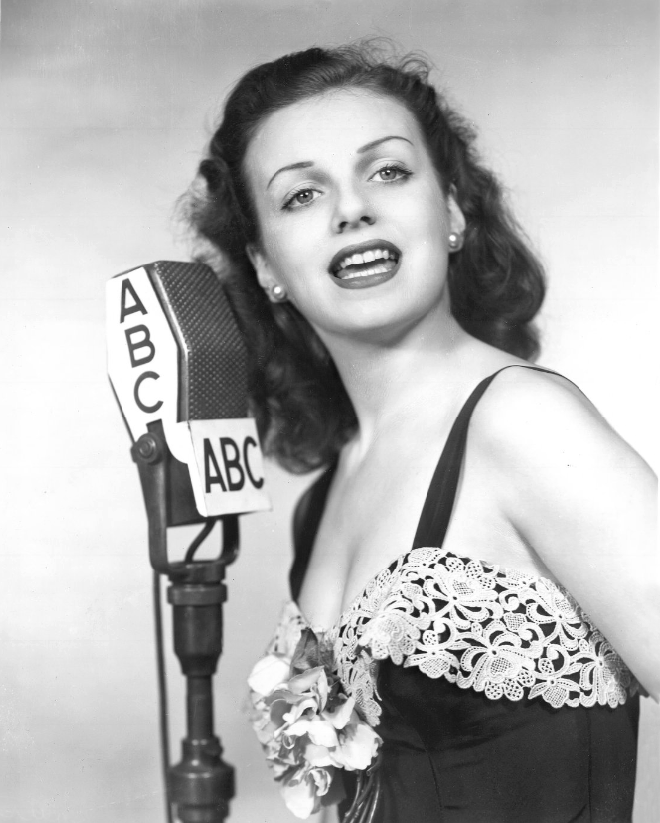
アイリーン・ウッズ

アイリーン・ウッズ（Ilene Woods、1929年5月5日 - 2010年7月1日）は、アメリカ合衆国の女性声優、歌手、画家。ニューハンプシャー州ポーツマス出身。夫は作曲家のエド・ショーネシー。
ウォルト・ディズニーのアニメーション映画『シンデレラ』の主人公シンデレラ役の声優として知られている。

## 経歴
幼い頃から演技を学び、1944年の夏にラジオ放送の冠番組「Ilene Woods Show」でデビュー。後にカリフォルニア州に活動の拠点を移す。
1948年、ウッズの友人であるマック・デイヴィッドとジェリー・リヴィングストンが『シンデレラ』の劇中歌の作詞を担当しており、ウッズはデイヴィッドらが作詞した「夢はひそかに」や「ビビディ・バビディ・ブー」のデモテープの収録を任された。そのデモテープを聞いたディズニーがウッズの歌声を大変気に入ったため、ほかに300人以上ものオーディション参加者がいたにもかかわらず、ディズニーがデモテープを聞いたわずか2日後に本編のシンデレラ役に抜擢された。
フランクリン・ルーズベルト大統領の邸宅で同大統領のために、ホワイトハウスにてトルーマン大統領のために、それに出兵中の兵士と海兵のために歌唱した経験を持つ。
1985年に肖像画家に転向した。
2010年7月1日にアルツハイマー型認知症のため、カリフォルニア州ロサンゼルスカノガパークにて死去した。『ロサンゼルス・タイムズ』に掲載された夫エド・ショーネシーのインタビューによると、晩年のウッズは症状により周囲の出来事にほとんど興味を示さなくなっていたが、『シンデレラ』の挿入歌「夢はひそかに」が聞こえると嬉しそうな様子を見せたという。

## 受賞歴
- 2003年　-　ディズニー・レジェンド[1]